# Império da China (1915–1916)
O Império da China foi um regime monarquista formado pelo estadista e general Yuan Shikai, o Presidente da República da China após a Revolução Xinhai. A tentativa de reintrodução da monarquia na China foi um fracasso, colocando em espera o regime republicano, e privando a China de um governo central forte, o que ocasionou na Segunda Revolução e na Guerra de Proteção Nacional, ambas lideradas pelo partido Tongmenghui, posteriormente o Kuomintang, causando uma fratura no país que se intensificou após Shikai ceder províncias para o controle de seus generais do Exército de Beiyang e criando uma divisão do poder durante o chamado Governo Beiyang. 

## História

### Antecedentes

#### Últimos anos da Dinastia Qing
Antes do Império da China ser criado, a China já era uma monarquia. Desde o final do século XVII, a China era governada pela Dinastia Qing, que desde o ínicio do chamado século da humilhação, no inicio do século XIX, sofria de crises financeiras, sociais e politicas, tentando em uma ultima tentativa, frustante, a adoção do parlamentarismo em 1911.
Esta tentativa conhecida como Reformas Finais de Qing colocaram, ainda em 1911, Yuan Shikai (chinês tradicional: 袁世凱, chinês simplificado: 袁世凯, pinyin: Yuán Shìkǎi) como o 2º Primeiro-Ministro do Gabinete Imperial, tendo poderes quase que absolutos dentro da politica imperial Qing.

#### Revolução Xinhai
Seguindo os problemas internos da China Imperial (Qing), se desenrolará entre 1911 e 1912 uma revolta, inicialmente desorganizada e abrupta, liderada pelo movimento Tongmenghui, de Sun Yat-sen, que posteriormente virou o Presidente Provisório da República da China em 1912.

### Restauração Imperial

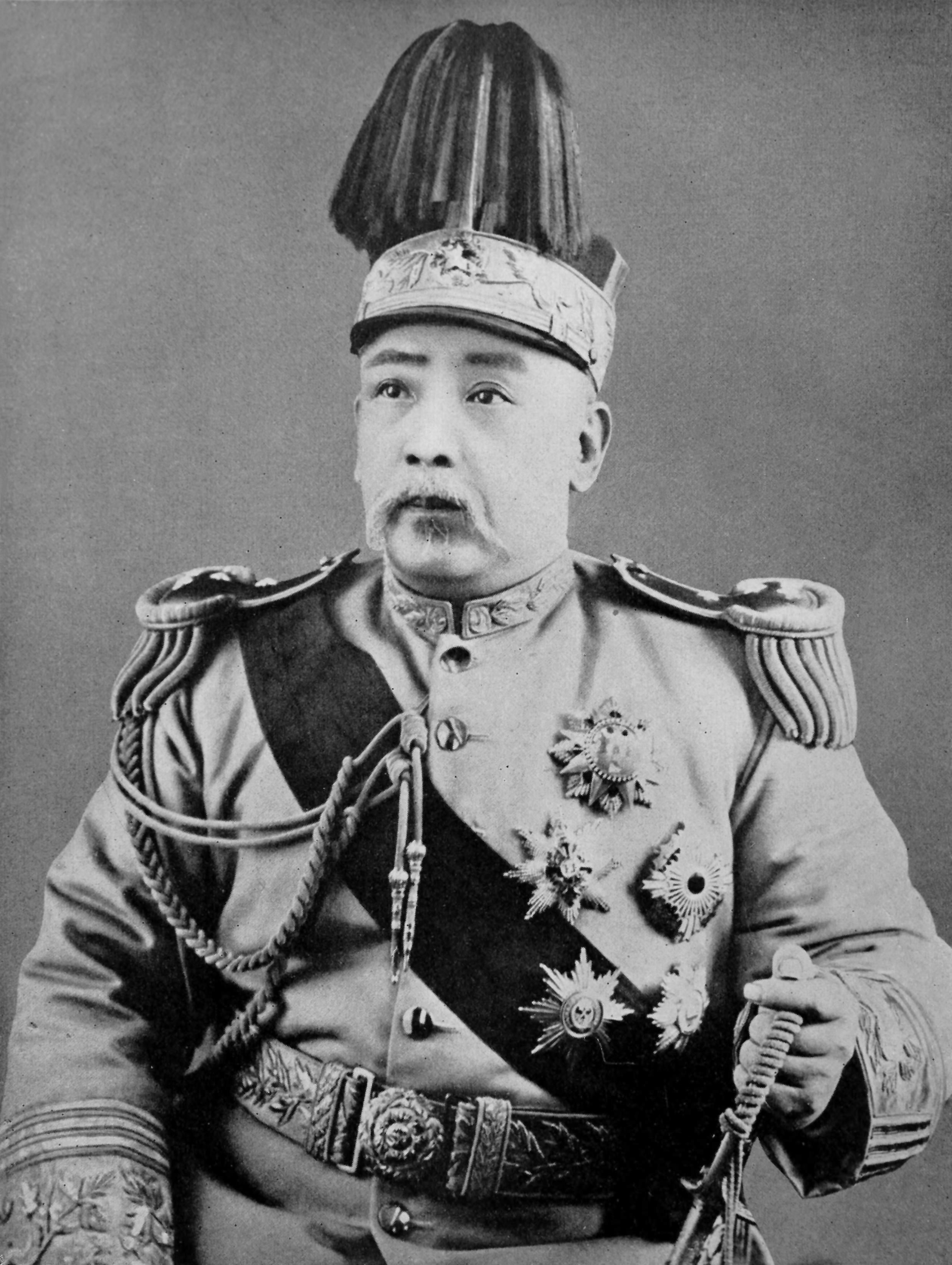
Yuan Shikai, Imperador Hongxian

Depois que Shikai foi instalado como o segundo Presidente da República da China, ele começou a consolidar seu poder e eliminar dos cargos do governo os líderes da oposição. Para garantir seu poder, colaborou com várias potências europeias e com o Império do Japão.  
Em agosto de 1915, encarregou Yang Du e outros que apoiaram a buscar apoio para o retorno à monarquia. Em 11 de dezembro de 1915, a assembleia, que estava alinhada com Yuan, o escolheu com unanimidade como o Imperador. Yuan inicialmente recusou, mas, diante da insistência da Assembleia Nacional, imediatamente aceitou, ainda no mesmo dia.
Em 12 de dezembro, Yuan, com o apoio de seu filho Yuan Keding, declarou o início do Império da China, tornando-se Grande Imperador da China (chinês tradicional: 中華帝國大皇帝, chinês simplificado: 中华帝国大皇帝, pinyin: Zhōnghuá Dìguó Dà Huángdì), tendo como nome de Hongxian (chinês tradicional: 洪憲, chinês simplificado: 洪宪, pinyin: Hóngxiàn). No entanto, Yuan não pode realizar um rito formal de ascensão ao trono, já que seus trajes cerimoniais foram sabotados por sua concubina coreana.[carece de fontes?] Logo depois, Yuan estabeleceu um sistema de pariato para seus amigos e familiares próximos, igualmente com as pessoas que acreditava que deveriam possuir esse título, geralmente por seu apoio à restauração.[carece de fontes?]
A família Aisin Gioro, que então vivia na Cidade Proibida e era considerada mais como monarcas estrangeiros do que chineses, "aprovaram" a ascensão de Yuan, e até se propuseram um "casamento real" entre a filha de Yuan com Pu Yi.

## Desintegração
Em 1916, Yuan, além da oposição dos revolucionários, teria a oposição de seus comandantes militares subordinados, que acreditavam que a ascensão de Yuan à monarquia não seria possível sem o apoio dos militares. 
Depois de sua subida ao poder, teve início uma rebelião nas províncias, inicialmente em Yunnan, pelo governador geral Cai E e pelo general Tang Jiyao, e em Jiangxi, com o governador Li Liejun. Os revolucionários formaram o Exército de Proteção Nacional e iniciaram a Guerra de Proteção Nacional. Com isto, várias províncias declararam sua independência do Império. Os generais do Exército de Beiyang, subordinados a Yuan e cujos soldados não recebiam pagamentos do governo imperial, não atuaram de forma eficaz contra o Exército de Proteção Nacional. O Exército de Beiyang então sofreu inúmeras derrotas, embora tivessem vantagem tática, de treinamento e de equipamentos sobre os revolucionários. 
Com a impopularidade e a fraqueza de Yuan, as potências estrangeiras decidiram retirar o seu apoio e mantiveram-se neutras na guerra. O Império do Japão primeiramente ameaçou invadir, mas logo decidiu por apoiar a derrubada de Yuan, reconheceu que os dois lados estavam em estado de guerra e permitiu que os cidadãos japoneses ajudassem aos republicanos. Confrontado com a oposição vinda de todos os lados, Yuan constantemente adiou os ritos de coroação, a fim de apaziguar seus inimigos. Finalmente, Yuan abandona a monarquia com Liang Shiyi em 17 de março e deixa o cargo em 22 de março. O ano "Hongxian" foi abolido em 23 de março e restaurou-se a República. Yuan reinou apenas 83 dias.
Quando Yuan morreu, em 5 de junho daquele ano, o vice-presidente Li Yuanhong assumiu a presidência, nomeou o general de Beiyang Duan Qirui seu Primeiro-ministro e restaurou a Assembleia Nacional e a Constituição Provisória. No entanto, a autoridade central do governo de Beiyang era extremamente fraca e a dissolução do império mergulhou a China em um período de poder dos senhores da guerra.